# Itame aspersaria
Itame aspersaria är en fjärilsart som beskrevs av Kruger 1939. Itame aspersaria ingår i släktet Itame och familjen mätare. Inga underarter finns listade i Catalogue of Life.